# Mancocuma stellifera
Mancocuma stellifera är en kräftdjursart som beskrevs av John Todd Zimmer 1943. Mancocuma stellifera ingår i släktet Mancocuma och familjen Bodotriidae. Inga underarter finns listade i Catalogue of Life.